# Kiparstvo u 2010.
◄◄ | ◄ | 2007. | 2008. | 2009. | 2010.  | 2011. | 2012. | 2013. | ► | ►►
Arhitektura • Astronautika • Astronomija • Biologija • Film • Fotografija • Glazba • Kazalište • Kemija • Kiparstvo • Knjige • Književnost • Kršćanstvo • Meteorologija • Medicina • Planinarstvo • Politika • Pravo • Promet • Slikarstvo • Strip • Šport • Televizija • Znanost • Zrakoplovstvo • Željeznički promet
Kiparstvo u 2010.

## Hrvatska i u Hrvata

### Smrti
- 12. listopada: Ratko Petrić, hrvatski kipar (* 1941.)

## Vanjske poveznice
|  | Zajednički poslužitelj ima još gradiva o temi Skulpture iz 2010. |